# Лапева гимназия
Лапева гимназия (на гръцки: Λάππειο Γυμνάσιο) е историческа постройка в град Негуш (Науса), Гърция.
Сградата е построена в 1922 година в центъра на града, срещу църквата „Успение Богородично“. Дарение е на негушаните братя Георгиос и Константинос Лапас, работещи в Египет, в памет на техните починали братя. Представлява каменна постройка с голям двор и чешма. В интериора има дървени подове и стълбища. През годините са добавени нови крила, но сградата продължава да работи като училище.
В 1986 година сградата е обявена за паметник на културата.